# 金沢ビーンズ
金沢ビーンズ（かなざわビーンズ）は、明文堂書店が2007年6月30日に石川県金沢市にオープンした大型の書籍専門店。

## 概要
曲線のみでつくられた豆型の外形が特徴的であり、迫慶一郎が全体のデザインを手掛けた。この建物は2008年には財団法人日本産業デザイン振興会（JIDPO）グッドデザイン賞を受賞した。
また、延床面積は1,269平方メートル（地上3階建て）であり、店舗の正式名称は「明文堂書店 金沢県庁前本店」。1階の一部はタリーズコーヒーが「金沢ビーンズ店」として営業をしている。

## 所在地
- 石川県金沢市鞍月5丁目158
- 北陸新幹線・IRいしかわ鉄道線金沢駅西口より北鉄金沢中央バスシティライナー01～05系統乗車。石川県庁前もしくは中央病院バス停下車。徒歩約5～7分